# Gidy
Gidy – miejscowość i gmina we Francji, w Regionie Centralnym, w departamencie Loiret.
Według danych na rok 1990 gminę zamieszkiwało 1450 osób, a gęstość zaludnienia wynosiła 61 osób/km² (wśród 1842 gmin Centre, Gidy plasuje się na 273. miejscu pod względem liczby ludności, natomiast pod względem powierzchni na miejscu 536.).